# Max Morlock
Pour les articles homonymes, voir Morlock.
Maximilian Morlock, surnommé Maxl ou Max, né le 11 mai 1925 à Nuremberg et mort le 10 septembre 1994 dans la même ville, est un footballeur allemand.
Jouant comme milieu de terrain offensif, il est un grand artisan de la victoire de l'Allemagne de l'Ouest lors de la Coupe du monde 1954.
À partir du 1er juillet 2017, le stade de Nuremberg est rebaptisé en son honneur.

## Biographie
Repéré à l'Eintracht Nuremberg, Max Morlock rejoint en 1940, à 15 ans, au FC Nuremberg, le principal club de football de la ville. Il y fait ses débuts en novembre 1941, en Gauliga du Nord-Bavière. Après la capitulation de 1945, le club est reversé dans le nouveau championnat, l'Oberliga Sud, où Morlock inscrit lors de ses trois premières saisons 79 buts en 97 matchs. Son club remporte le championnat régional en 1947, 1948 et 1951, ainsi que la première édition du championnat d'Allemagne d'après-guerre, à l'été 1948. Il est meilleur buteur de l'Oberliga Sud en 1951 et 1952.
En novembre 1950, alors que l'équipe d'Allemagne est reconstituée après huit ans d'interruption, il est convoqué par le sélectionneur Sepp Herberger. S'il ne marque pas lors de cette première apparition face à la Suisse, il se rattrape lors de la deuxième, un an plus tard contre l'Autriche, et inscrit cinq nouveaux buts lors des quatre sélections suivantes. Convoqué pour la Coupe du monde 1954, il est titulaire en attaque centrale, côté droit, aux côtés des frères Walter. Il s'y montre décisif en inscrivant quatre buts lors des deux matchs face à la Turquie, puis un autre en demi-finale face à l'Autriche, écrasée 6-1 alors qu'elle était considérée comme favorite. Lors de la finale face à la Hongrie, une équipe invaincue depuis quatre ans, il inscrit le premier but de son équipe, qui réduit l'écart à 1-2, et participe ainsi à l'inattendu succès des siens (3-2). Avec six buts il est le deuxième meilleur buteur du tournoi (ex æquo) derrière le Hongrois Sándor Kocsis.
Il est convoqué en équipe d'Allemagne de façon moins régulière les années suivantes, même s'il porte, en l'absence de Fritz Walter, le brassard de capitaine lors d'une défaite en Irlande en novembre 1956. Il honore sa 26e et dernière sélection en décembre 1958, et marque à cette occasion son 21e but international,. 
Il reste toute sa carrière fidèle au FC Nuremberg avec lequel il remporte de nouveau l'Oberliga Sud en 1957 et en 1961, puis le championnat d'Allemagne cette dernière année. Il est alors élu « Footballeur allemand de l'année » par les journalistes. 
L'année suivante il remporte avec son club l'Oberliga Sud et la Coupe d'Allemagne (dont il ne joue pas la finale). À 38 ans, il dispute 21 matchs et marque huit bus lors de la première saison de Bundesliga en 1963-1964, à la suite de laquelle il arrête sa carrière de footballeur. En 23 ans, il compte plus de 900 apparitions en équipe première pour environ 700 buts, dont 514 matchs et 315 buts en championnat (Oberliga, Meisterschaft et Bundesliga confondues).
Max Morlock meurt d'un cancer en 1994, à 69 ans. L'année suivante, la place faisant face au Frankenstadion de Nuremberg est renommée Max-Morlock-Platz en son honneur.

## Palmarès
Allemagne
- Vainqueur de la Coupe du monde 1954

FC Nuremberg
- Champion d'Allemagne en 1948 et 1961
  - Vice-champion d'Allemagne en 1962
- Vainqueur de la Coupe d'Allemagne en 1962
- Champion d'Oberliga Sud (championnat de zone d'occupation) en 1947 et 1948

## Statistiques
Maximilian Morlock a disputé 26 matchs et inscrit 21 buts avec l'Allemagne. 
Avec le FC Nuremberg, son bilan est de 451 matchs et 286 buts en Oberliga Süd entre 1945 et 1963, 42 matchs et 21 buts en Meisterschaft (le championnat national opposant les champions d'Oberliga) entre 1943 et 1963, et 21 matchs et 8 buts pour sa seule saison de Bundesliga, en 1963-1964.